# MixBit
MixBit é um serviço de compartilhamento de vídeos que foi criado por dois dos três cofundadores do YouTube, Steve Chen e Chad Hurley. O operador é MixBit, Inc. Tudo começou em 8 de agosto de 2013 em San Mateo, Califórnia, EUA. Caracteriza-se pelo fato de que não apenas o autor pode editar os vídeos, mas também toda a comunidade. Concorre com a Vine (pertencente ao Twitter) e com o Instagram (pertencente ao Facebook) no mercado de sites de compartilhamento de vídeos. Ao criar um vídeo, o usuário pode usar seus próprios videoclipes, fotos e músicas. Cada vídeo consiste em vários clipes (cada clipe dura 16 segundos) até um total de 256 clipes (= 4096 segundos = 68 minutos e 16 segundos). Os vídeos criados não podem ser compartilhados apenas com a Comunidade Mixbit, mas também podem ser publicados diretamente no Facebook, Twitter ou YouTube. O aplicativo para iPhone da MixBit foi lançado em agosto de 2013; e seu aplicativo para Android foi lançado em outubro.

## AVOS Systems
A AVOS Systems foi uma empresa de Internet fundada por Chad Hurley, Steve Chen e Vijay Karunamurthy. Em abril de 2011, foi anunciado que a AVOS comprou a Delicious, com a transição ocorrendo em junho de 2011. Em maio de 2011, a AVOS comprou a empresa de análise social Tap 11. Em maio de 2014, a AVOS vendeu a Delicious Science Inc.
Em 2014, a AVOS transformou-se de uma incubadora em uma única empresa, trabalhando apenas no MixBit.